# Yūsuke Igawa
Yūsuke Igawa (井川 祐輔?, Igawa Yūsuke; Osaka, 30 ottobre 1982) è un ex calciatore giapponese, di ruolo difensore.